# Taralea phaeophylla
Taralea phaeophylla là một loài thực vật có hoa trong họ Đậu. Loài này được (Steyerm.) H.C.Lima miêu tả khoa học đầu tiên.